# West Linga
West Linga är en ö i Storbritannien.   Den ligger i kommunen Shetlandsöarna och riksdelen Skottland, i den norra delen av landet, 1 000 km norr om huvudstaden London. Arean är 1,3 kvadratkilometer.
Terrängen på West Linga är mycket platt. Öns högsta punkt är 30 meter över havet. Den sträcker sig 2,2 kilometer i nord-sydlig riktning, och 1,1 kilometer i öst-västlig riktning.